# Absalom
Absalom (12. század) spliti érsek.

## Élete
Absalomot még elődje Gaudius életében választották spliti érsekké 1159-ben. Mindössze két évig tartó hivataláról kevés forrás maradt fenn, legismertebb hozzá köthető esemény a Splittől néhány kilométerre fekvő Szent Kozma és Damján templom felszentelése. Ez az egyház a mai Kaštel Gomilicában 1975 és 1977 között feltárt templommal azonosítható, és többek között arról nevezetes, hogy már a 12. században ide került Szent István magyar király egy ereklyéje. A templomot Absalom elődje, Gaudius kezdte el építtetni, ám a felszentelése már Absalomra hárult. 